# تفسير نامي
تفسير نامي كتاب ترجمة وتفسير القرآن الكريم من قِبَلِ العالم الكردي عبدالكريم المدرس، كتبت في 6 مجلدات و 3360 صفحات بإعداد محمد علي قرداغي طُبِع في بغداد. طبع في المرة الأولى في إيران عام 1366 شمسي من قبل انتشارات المحمدي (بڵاوکردنەوەی محەممەدی).